# Tadarida lobata
Tadarida lobata es una especie de murciélago de la familia Molossidae.

## Distribución geográfica
Se encuentra en Kenia y Zimbabue.